# Agathe Alexis
Pour les articles homonymes, voir Alexis.
 (janvier 2017).
Si vous disposez d'ouvrages ou d'articles de référence ou si vous connaissez des sites web de qualité traitant du thème abordé ici, merci de compléter l'article en donnant les références utiles à sa vérifiabilité et en les liant à la section « Notes et références ».
Agathe Alexis est une comédienne, metteuse en scène et directrice de théâtre française.

## Biographie
Après des études au conservatoire d’art dramatique de Toulouse, elle travaille comme actrice dans différents centres comme le Grenier de Toulouse, la Comédie de Caen, la MC2 de Grenoble, la Comédie de Saint-Étienne, sous la direction d’Alain Alexis Barsacq, de Bruno Bayen, d’Armand Gatti, de Daniel Girard, de Jacques Lassalle, de Christian Schiaretti, de Bernard Sobel, de Jean-Pierre Vincent, d’elle-même.
Agathe Alexis fonde et codirige de 1977 à 1991 avec Alain Alexis Barsacq la Compagnie des Matinaux. En 1984, à l’instigation d’Alain Alexis Barsacq, l’Atalante, théâtre d’essai situé dans les sous-sols du Théâtre de l’Atelier, est créé. Il est géré de 1984 à 1991 par un collectif de metteurs en scène composé d’Alain Alexis Barsacq, d'Agathe Alexis et de Christian Schiaretti. 
De janvier 1992 à juin 2004, elle codirige avec Alain Alexis Barsacq la Comédie de Béthune, centre dramatique national du Nord-Pas-de-Calais.
En juin 2004, elle fonde la Compagnie Agathe Alexis.

## Comédienne
- 1977 : Les Paysans d'Yvon Davis et Michèle Raoul-Davis d'après Honoré de Balzac, mise en scène Bernard Sobel, Théâtre de l'Est parisien
- 1978 : Remagen de Jacques Lassalle d’après Anna Seghers, mise en scène Jacques Lassalle, Festival d’Avignon, Théâtre Gérard-Philipe
- 1983 : Ariakos de Philippe Minyana, mise en scène Jean-Christian Grinevald, Christian Schiaretti, Théâtre du Quai de la Gare
- 1985 : Le Journal d’un chien d’Oscar Panizza, mise en scène Christian Schiaretti, Théâtre de l’Atalante, Théâtre national de Strasbourg
- 1988 : Rosel de Harald Mueller, mise en scène Christian Schiaretti, Théâtre de l’Atalante, Théâtre des Mathurins, Théâtre national de Strasbourg, Nouveau théâtre d'Angers
- 1994 : Rosel de Harald Mueller, mise en scène Christian Schiaretti, tournée
- 1995 : Rosel de Harald Mueller, mise en scène Christian Schiaretti, Théâtre de la Croix-Rousse
- 2002 : La Grande Roue de Václav Havel, mise en lecture Marcel Bozonnet, Festival d’Avignon
- 2007 : La Veuve, la couturière et la commère de Charlotte Escamez, mise en scène William Mesguich, Théâtre de l'Atalante
- 2009 : Soudain l'été dernier de Tennessee Williams, mise en scène René Loyon, Théâtre de la Tempête

## Principales mises en scène
- Le Prix Martin d’Eugène Labiche
- Préjugés et passions d’après Denis Diderot
- La Révolte de Villiers de l’Isle-Adam
- Le Venin du Théâtre de Rodolf Sirera
- Avant la retraite de Thomas Bernhard
- Deux Labiche dans une armoire (composé d’Un jeune homme pressé et de La Femme qui perd ses jarretières)
- Renée d’Émile Zola
- Les Esquisses dramatiques d’Alexandre Pouchkine
- Le Belvédère d’Ödön von Horváth
- La Tonnelle d’Hermann Ungar
- 1994 : Le Retable des damnées de Francisco Nieva, Théâtre national de la Colline, Festival d’Avignon
- Clavigo de Goethe
- La Chasse aux rats de Peter Turrini
- Les Sincères et Dialogue de l’amour et de la vérité de Marivaux, en Suisse, en France et en Russie
- Huis Clos de Jean-Paul Sartre, créé une première fois à la Comédie de Béthune, créé une seconde fois à l'Atalante
- Mein Kampf (farce) de George Tabori, Festival d’Avignon, Comédie de Béthune, Théâtre du Rond-Point, tournées en France, Suisse et Belgique
- Bonne nuit, ne mourrez jamais ! de Michèle Sigal
- Léviathan Coccyx de Jean-Daniel Magnin
- El Veri del Teatre (Le Venin du théâtre) de Rodolf Sirera en catalan
- Dans l’ombre de Susana Lastreto
- Loth et son Dieu d’Howard Barker
- L'epreuve et Les acteurs de bonne foi de Marivaux